# East of Scotland Championships 2016
Die East of Scotland Championships 2016 im Badminton fanden vom 2. bis zum 3. April 2016 in Edinburgh statt.

## Sieger und Platzierte
| Disziplin    | Gold                          | Silber                              | Bronze                                 |
| ------------ | ----------------------------- | ----------------------------------- | -------------------------------------- |
| Herreneinzel | Ben Ciaran Torrance           | Matthew Carder                      | Darren Reid                            |
| Herreneinzel | Ben Ciaran Torrance           | Matthew Carder                      | Danny Leinster                         |
| Dameneinzel  | Julie MacPherson              | Ciara Torrance                      | Basia Grodynska                        |
| Dameneinzel  | Julie MacPherson              | Ciara Torrance                      | Toni Woods                             |
| Herrendoppel | Danny Leinster Steven Stewart | Christopher Grimley Matthew Grimley | Matthew Carder Ben Ciaran Torrance     |
| Herrendoppel | Danny Leinster Steven Stewart | Christopher Grimley Matthew Grimley | Anthony Grimley Scott Waddell          |
| Damendoppel  | Sarah Bok Julie MacPherson    | Kirsten Geals Victoria Wan          | Ciara Torrance Toni Woods              |
| Damendoppel  | Sarah Bok Julie MacPherson    | Kirsten Geals Victoria Wan          | Jody Isabella Mclaren Sarah Sidebottom |
| Mixed        | Jamie Neill Kirsten Geals     | Calum Atterbury Julie MacPherson    | Keith Campbell Suzanne Gray            |
| Mixed        | Jamie Neill Kirsten Geals     | Calum Atterbury Julie MacPherson    | Danny Leinster Sarah Elizabeth Findlay |